# Ford Telstar
La Ford Telstar è un'autovettura mid-size prodotta dalla Ford dal 1983 al 1999.

## Il contesto
La Telstar è stata venduta in Asia, Australasia ed Africa. Era paragonabile alla Ford Sierra, che era commercializzata in Europa, ed alla Ford Tempo, venduta in America. Venne progressivamente sostituita dalla Ford Mondeo.
Come la più piccola Ford Laser, la Telstar era basata su un modello prodotto in Giappone dalla Mazda, dato che tra le due case automobilistiche era stata sottoscritta una joint venture. Condivideva il pianale con le Mazda Capella/626, e le differenze con queste ultime erano confinate ad alcune caratteristiche esterne, alla cilindrata dei motori ed a talune specifiche. La prima serie, conosciuta anche come AR, è stata lanciata nel 1983, e rimpiazzò la Ford Cortina. A differenza della Cortina, o del modello successore, la Sierra, la Telstar era solo disponibile come berlina quattro porte e hatchback cinque porte (conosciuta come TX5). Comunque, dal 1988, venne commercializzata, in Giappone e Nuova Zelanda, la Telstar familiare cinque porte, che derivava dall'omologa 626.
La Telstar aveva montato il motore anteriormente ed era a trazione anteriore.
A Taiwan la Telstar fu costruita localmente, ed in Malaysia restò in produzione fino ai primi anni 2000. Venne anche venduta a Hong Kong, a Singapore, in Indonesia, a Cipro e nelle Filippine.
La Telstar è stata assemblata a Hiroshima (Giappone), a Homebush (Australia), in Nuova Zelanda, a Pretoria (Sudafrica) e, come già riportato, a Taiwan
Le vetture antenate furono la Ford Sierra in Sudafrica e la Ford Cortina negli altri mercati, mentre i modelli successori furono la Ford Corsair in Australia e la Ford Mondeo negli altri paesi.
La Telstar venne costruita su vari pianali. Le piattaforme utilizzate furono la Mazda GC (sulla Telstar AR/AS 1983-1987), la Mazda GD (sulla Telstar AT/AV 1987-1991), la Mazda GE (sulla Telstar AX/AY 1991-1997), la Mazda CG (sulla Telstar II 1994-1996) e la Mazda GF (sulla Telstar 1997-1999).

## La prima serie (1983–1987)
La Ford introdusse la prima versione della serie iniziale della Telstar sul mercato giapponese nel 1983. Denominata AR, era basata sul pianale GC della Mazda e fu commercializzata solamente in versione berlina e hatchback. La trazione era anteriore.

In Australia, la Telstar riempì lo spazio lasciato, nella gamma Ford, dalla Cortina, che fu in produzione fino al 1981. La Telstar AR venne prodotta in Australia dal maggio del 1983. Era offerto solamente un motore da 2 L di cilindrata, 94 CV di potenza e alimentazione a carburatore. Il modello possedeva diverse caratteristiche distintive, come ad esempio le sospensioni regolabili mediante pulsante e la strumentazione digitale (che non condivideva con la Mazda 626). La Telstar fu proclamata “auto dell'anno” dalla rivista specializzata australiana Wheels nel 1983.

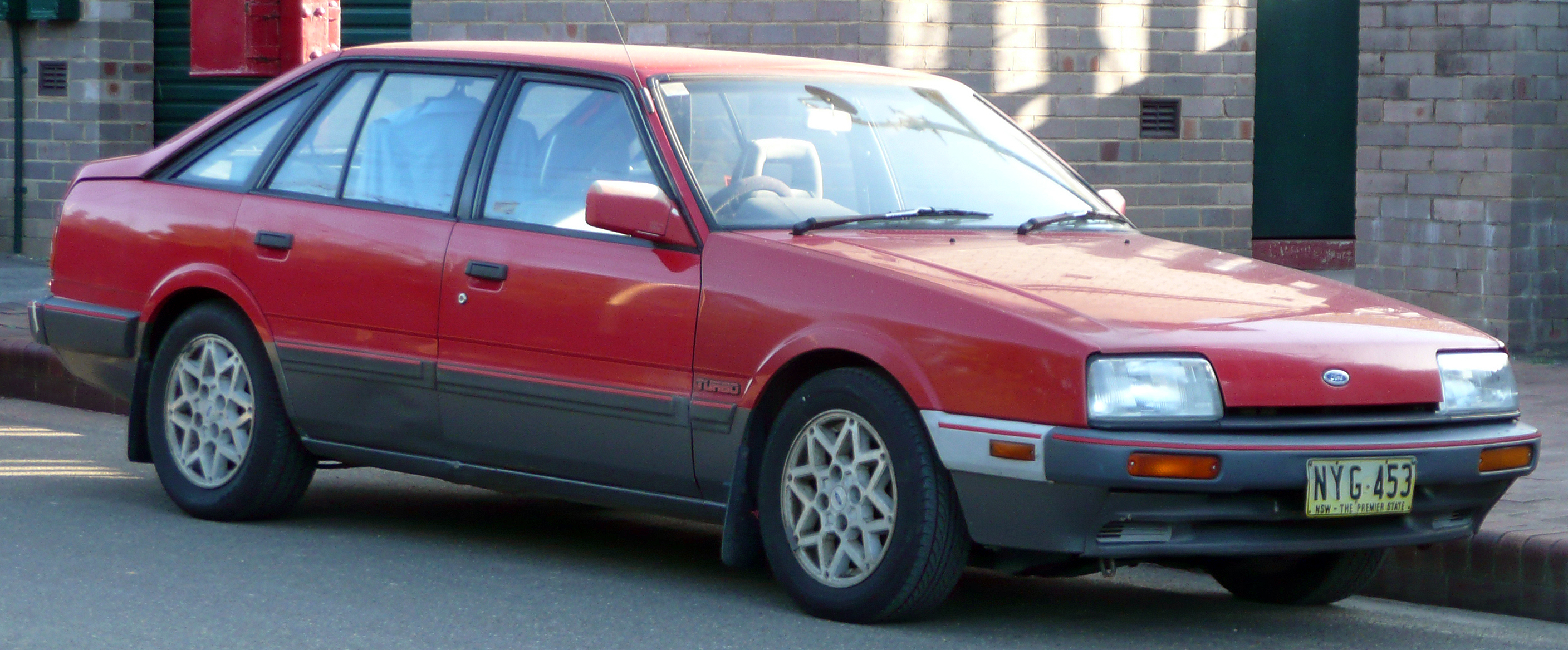
Una Ford Telstar TX5 (AS) Turbo hatchback

In Nuova Zelanda la Telstar, come la Laser, fu assemblata localmente dal 1983. Anche in Nuova Zelanda sostituì la Cortina. La Telstar venne prodotta a Lower Hutt e più tardi a Wiri, dove si assemblavano anche altri modelli Ford/Mazda. La prima generazione di Telstar era disponibile in Nuova Zelanda sia in versione berlina che hatchback. I motori disponibili erano due, entrambi a quattro cilindri, ed avevano una cilindrata di 1,6 L e 2 L. Comunque, l'assenza della versione familiare, in un mercato dove era presente una forte domanda di questo genere di automobili, costrinse la Ford ad introdurre la Sierra station wagon nel 1984, che era, inoltre, anche assemblata localmente. Come risultato di questo, in Nuova Zelanda fu uno dei pochi mercati, perlomeno tra quelli più importanti, dove erano in vendita contemporaneamente sia la Telstar che la Sierra.
I cambi disponibili erano due, manuale quattro o cinque rapporti e automatico a tre velocità.
Nel 1985 venne lanciata sul mercato la nuova Telstar, che era il risultato di un restyling. La nuova sottoserie fu denominata AS. 

## La seconda serie (1987–1992)
La prima generazione di Telstar venne sostituita nel 1987 con una nuova serie (denominata AT), che era basata sul pianale GD della Mazda. Era anche disponibile la versione familiare, ma questa era costruita sulla piattaforma GV, sempre della Mazda. I motori ed i cambi erano i medesimi di quelli delle versioni berlina e hatchback.

Sulla Telstar prodotta in Australia l'iniezione era montata di serie, sebbene l'assemblaggio di questa serie nel Paese oceanico fu di breve durata, dato che la Telstar fu sostituita dalla Ford Corsair nel 1989.

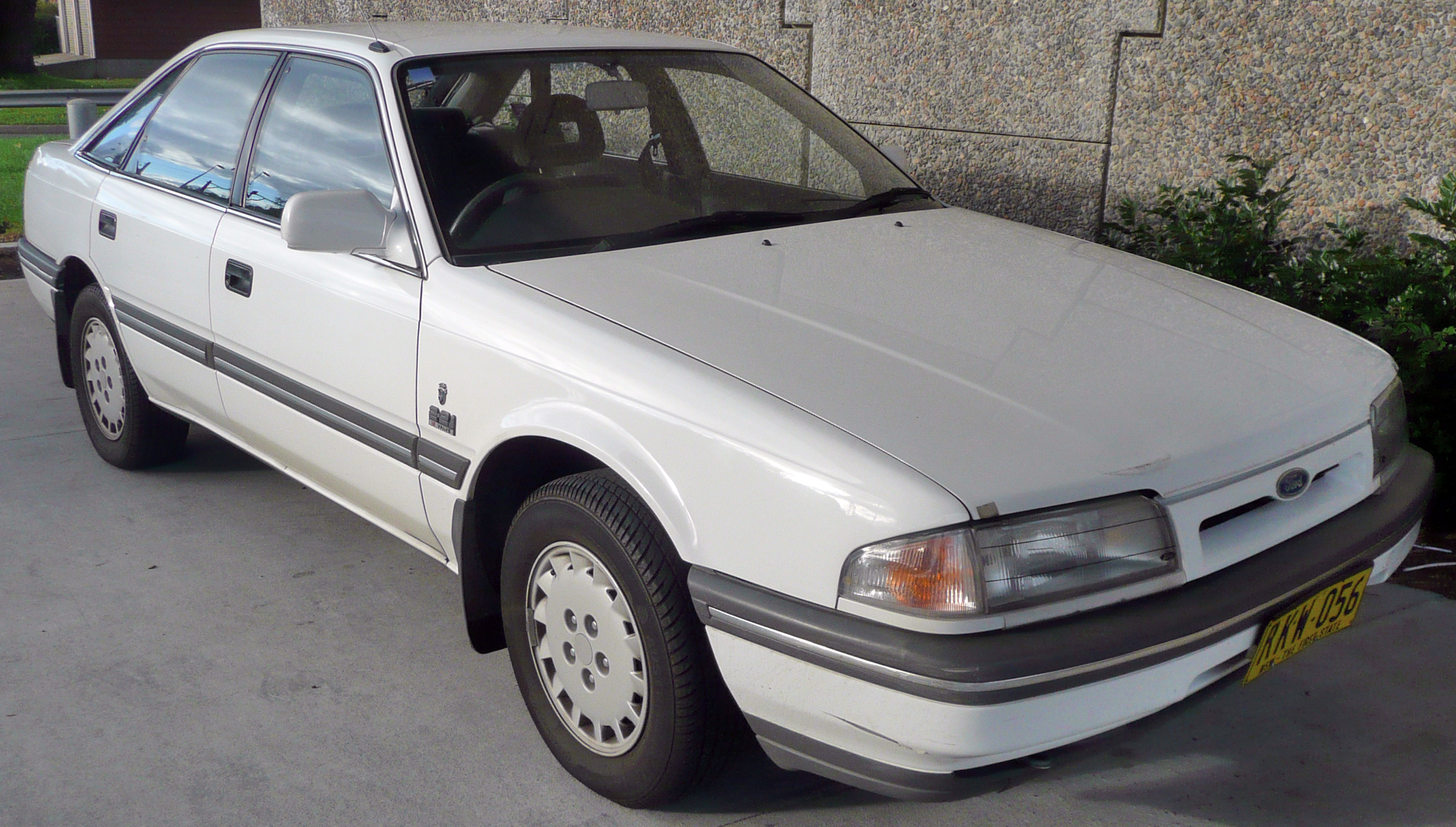
Ford Telstar TX5 (AV) Ghia hatchback

Nel 1990 l'AT venne sostituita da una nuova sottoserie rivista, l'AV.
La Corsair era semplicemente la versione rivista della Nissan Pintara, dato che le due case automobilistiche condividevano i modelli all'interno del piano Button. Nella gamma Ford i due modelli erano venduti in contemporanea, e questa situazione continuò fino al 1992, cioè fino all'introduzione della terza generazione della Telstar. Tra il 1989 ed il 1992, la Telstar fu disponibile in Australia solamente in versione TX5 hatchback ad alte prestazioni.
In Nuova Zelanda, comunque, la gamma rimase immutata e la Nissan Pintara era disponibile come versione rimarchiata (Nissan Bluebird). Nonostante l'omonimia, non c'era continuità tecnica con la Bluebird venduta in altre nazioni.

## La terza serie (1991–1995)
Dopo l'introduzione della Mazda 626, che era basata sulla piattaforma GE, la Ford introdusse la versione della Telstar che era costruita sul medesimo pianale, l'AX. 

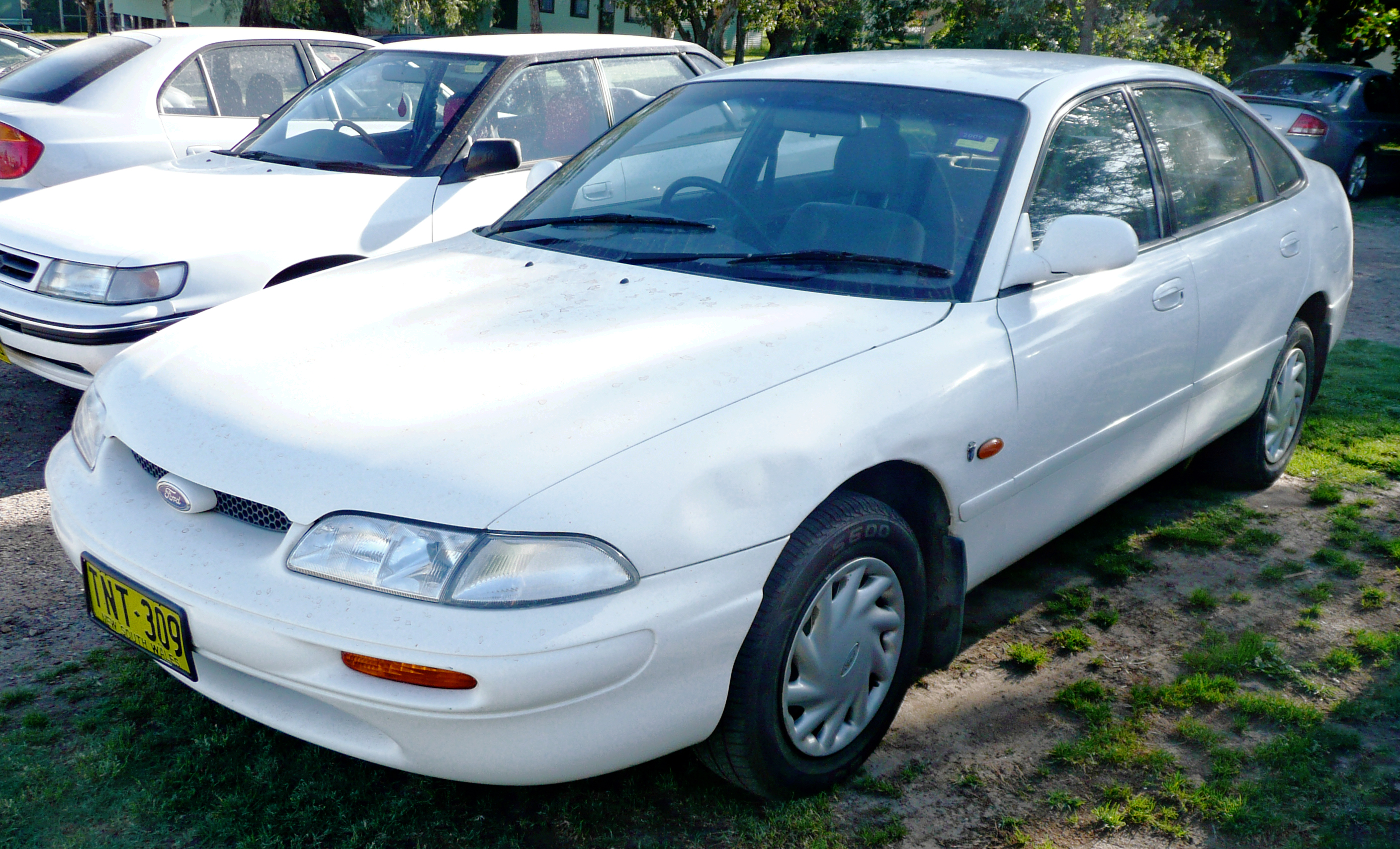
Una Ford Telstar TX5 (AY) Ghia Hatchback

Quando terminò la produzione in Australia della Nissan Pintara (1992), venne anche interrotto l'assemblaggio della Ford Corsair, e quindi la Telstar AX, che era interamente importata dal Giappone, diventò ancora una volta il modello offerto dalla Ford per il mercato delle mid-size. Questo modello venne votato nel 1992 dalla rivista specializzata Wheel come “auto dell'anno”. Gli allestimenti offerti erano LX, GLX, Ghia e GT. La versione GT è stata anche disponibile in edizione speciale dal 1991 al 1992. Al top della gamma della Telstar era possibile avere le quattro ruote sterzanti. La Telstar fu rimpiazzata in Australia dalla Ford Mondeo nel 1995.
In Nuova Zelanda la Telstar AX fu lanciata nel 1995 come in Australia, e fu commercializzata in versione berlina e hatchback. I motori offerti avevano una cilindrata di 1,8 L, 2 L e 2,5 L. Quest'ultimo era un V6, mentre i primi due erano a quattro cilindri. La versione familiare della precedente generazione di Telstar continuò ad essere prodotta localmente (come la Mazda 626), mentre la serie precedente della berlina venne offerta alla base della gamma come Telstar Orion. Quando le prime Mondeo vennero vendute all'estero, la Ford della Nuova Zelanda offrì la Telstar Contour e la Telstar Mystique, le quali presero il nome, rispettivamente, dai modelli americani con marchi Ford e Mercury che si basavano sulla base meccanica della Mondeo. Fu venduta localmente anche una versione ad alte prestazioni con motore V6, conosciuta come Telstar Radisich, che prendeva il nome dal pilota Paul Radisich. L'assemblaggio locale della Telstar cessò nel 1997, quando venne chiuso lo stabilimento Ford-Mazda di Auckland. Il modello venne sostituito dalla Mondeo prodotta in Belgio. La Telstar è stata tra i modelli più popolari in Nuova Zelanda.
In Sudafrica la Telstar fu rimpiazzata dalla Ford Sierra nel 1993, essendo prodotta localmente dalla Samcor insieme alla Mazda 626. Come in Nuova Zelanda, anche in Sud Africa vennero offerte la Telstar Contour e la Telstar Mystique. Nel 1998 la Telstar fu rimpiazzata dalla Mondeo, che fu più tardi interamente importata. 

## La quarta serie (1994–1997)
Dal 1994 al 1996 venne prodotta in Giappone una serie speciale di Telstar, la Telstar II, che era basata sul pianale CG della Mazda ed era in vendita insieme alla Mazda Capella.

## La quinta serie (1997–1999)
L'ultima generazione di Telstar, che era basata sul pianale GF della Mazda, fu lanciata sul mercato nel 1997. Venne venduta solo in Giappone, dato che la Ford, in Asia e nel Pacifico, commercializzò la Mondeo, che era della stessa categoria. Questa serie di Telstar venne ritirata dal mercato nel 1999, quando la Ford cercò di differenziarsi dalla produzione Mazda, concentrandosi sui modelli Ford europei ed americani. La Telstar fu brevemente disponibile con il sistema a quattro ruote sterzanti della Mazda.